# Tačikawa Ki-9
Tačikawa Ki-9 byl japonský dvoumístný jednomotorový dvouplošný cvičný letoun s pevným podvozkem ostruhového typu. Spojenci typu přidělili kódové označení Spruce.

## Vznik
V roce 1933 nabídla společnost Tačikawa Hikoki Kabušiki Kaiša armádnímu letectvu elementární školní dvouplošník R-5 s britským motorem ADC Cirrus IV o výkonu 92 kW, avšak neuspěla. Na doporučení se spojila s leteckým učilištěm v Tokorozawě, s nímž společně zformovala koncepci školních a cvičných letounů armádního letectva. Výsledkem porad byla oficiální zakázka z dubna 1934 na konstrukci univerzálního letounu pro oba stupně výcviku. Elementární výcvik měl zajišťovat stroj s motorem Nakadžima NZ o 110 kW, pokračovací stroje měly mít stejný drak s pohonnou jednotkou Hitači Ha-13a o 257 kW.

## Vývoj

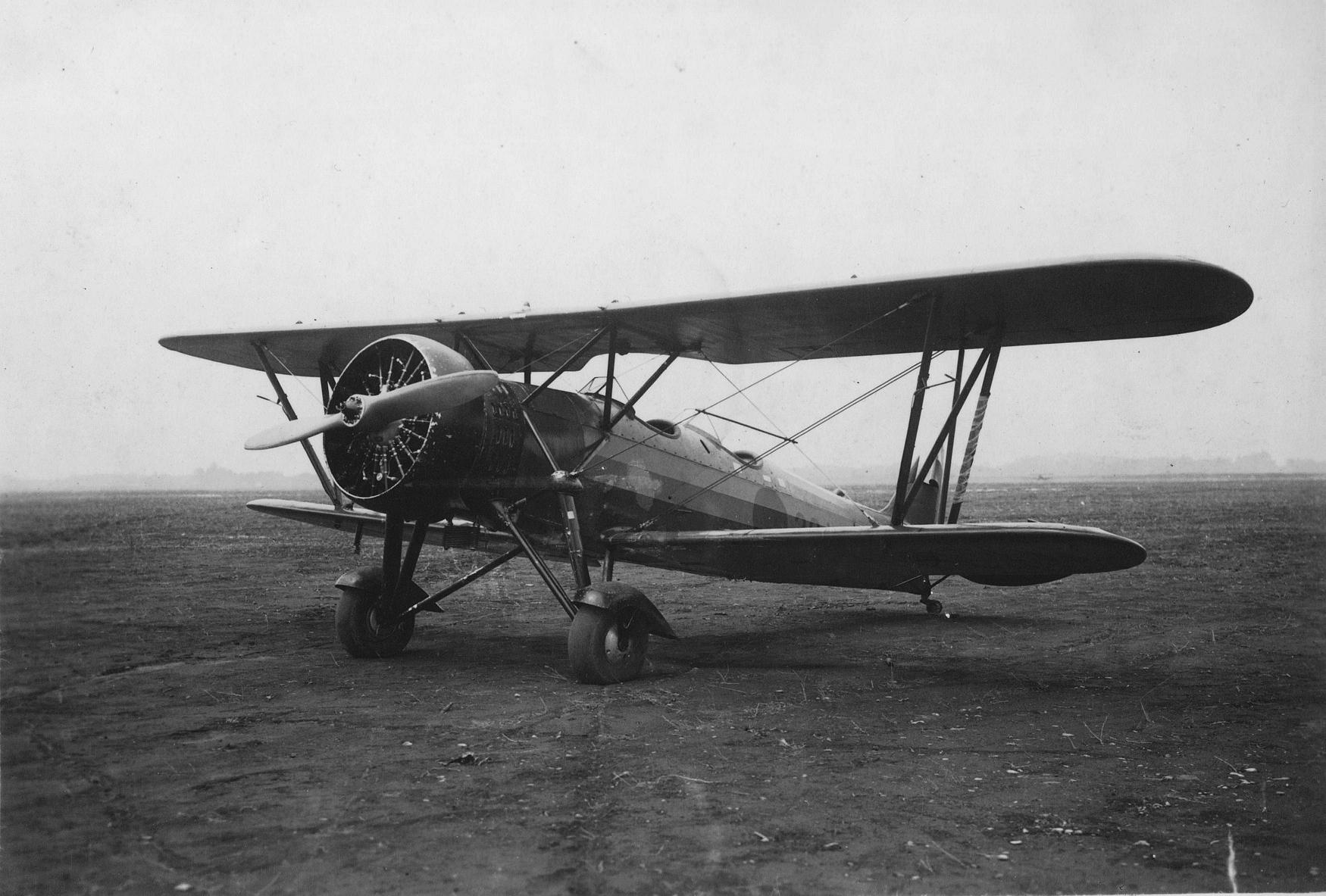
Tačikawa Ki-9

Letoun s přiděleným typovým označením Ki-9 byl zalétán 7. ledna 1935 jako pokračovací cvičný stroj s motorem Ha-13a.
Během dvou dnů proběhly úpravy příliš tvrdého tlumení podvozku a značně velké síly v řízení. Prototyp byl následně předán do Tokorozawy k vyhodnocení.
Druhý vyrobený Ki-9 měl identickou pohonnou jednotku, teprve třetí stroj odpovídal požadavkům základního výcviku s motorem Nakadžima NZ. Letouny z těžším motorem Ha-13a byly navíc vybaveny pro výcvik letu bez vnější viditelnosti a kostra byla dimenzována pro přetížení až 12 g, naopak Ki-9 s agregátem NZ byl maximálně odlehčen.
Učiliště v Tokorozawě doporučilo zavést Ki-9 se vzduchem chlazeným hvězdicovým devítiválcem Ha-13a, druhou variantu odmítlo. Po zkušenostech z provozu vznikla v roce 1937 verze K-9Kai s odlehčeným drakem, robustnějším podvozkem a s motorem posunutým dozadu. V tomto provedení se letouny Ki-9 vyráběly až do roku 1945. Celková produkce u mateřské společnosti dosáhla počtu 2395 kusů, od roku 1944 ji doplnila firma Tokyo Koku K. K. s licenční výrobou 220 exemplářů.

## Specifikace

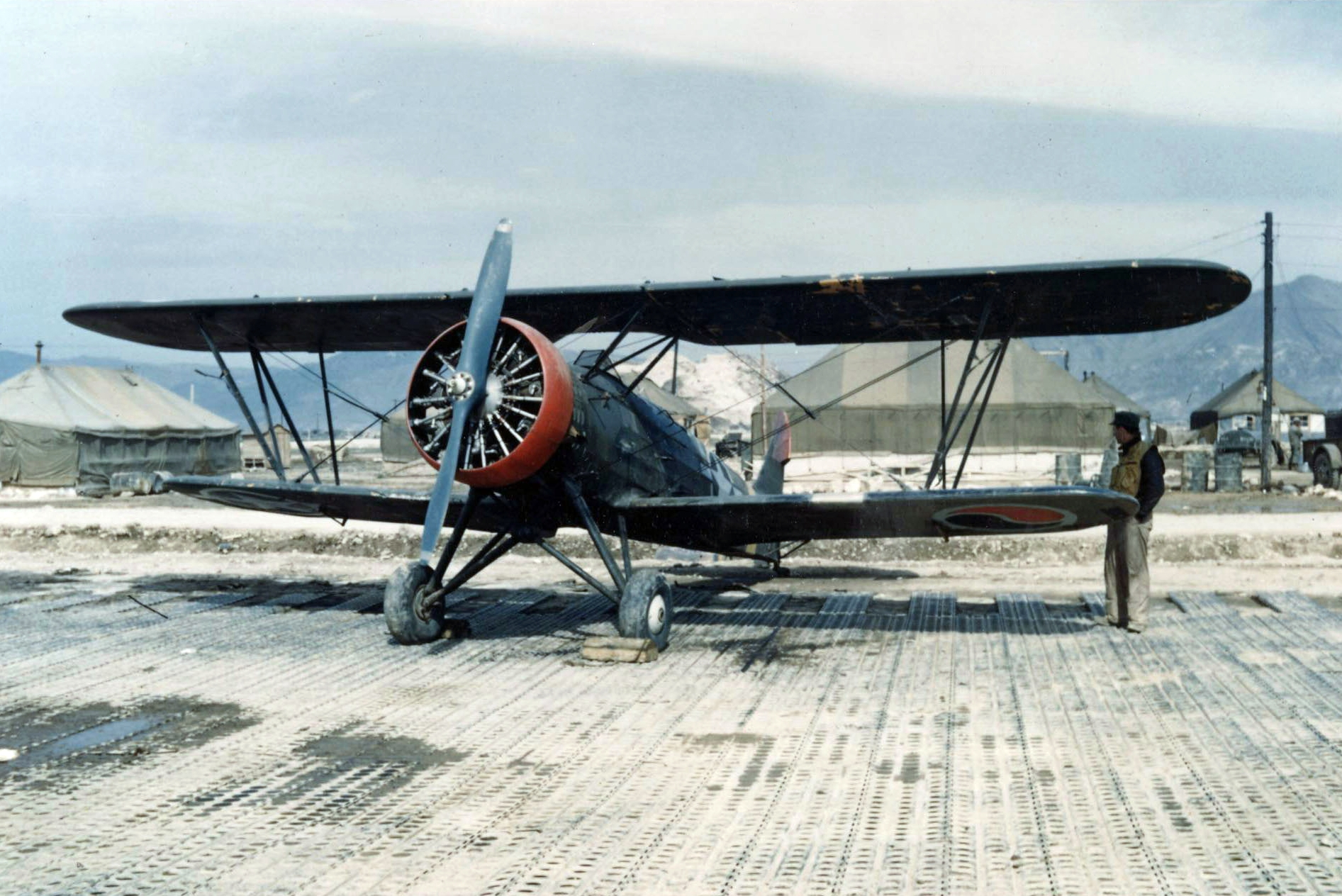
Tačikawa Ki-9, letiště K-1 (Pusan-Západ)

Údaje dle

### Technické údaje
- Osádka:
- Rozpětí: 10,32 m
- Délka: 7,52 m
- Výška: 3,00 m
- Nosná plocha: 24,50 m²
- Hmotnost prázdného letounu: 1015 kg
- Vzletová hmotnost: 1425 kg
- Pohonná jednotka:

### Výkony
- Maximální rychlost: 240 km/h
- Cestovní rychlost: 150 km/h
- Výstup do 1000 m: 5 min
- Vytrvalost: 3,5 h